# Teineite
La teineite è un minerale.